# Stazione di Queen's Park
La stazione di Queen's Park è una stazione situata nella zona a ovest di Kilburn alla fine meridionale di Salusbury Road, vicina al parco pubblico omonimo. È servita dai servizi dalla metropolitana di Londra e da treni suburbani transitanti sulla linea lenta per Watford (sezione della West Coast Main Line).

## Storia
Venne aperta per la prima volta, il 2 giugno 1879, dalla London and North Western Railway, sulla linea principale da Londra a Birmingham.
I servizi della linea Bakerloo vennero estesi da Kilburn Park a Queen's Park l'11 febbraio 1915 Il 10 maggio 1915 la Bakerloo line iniziò ad operare a nord di Queen's Park fino a Willesden Junction sulla linea Watford DC Line condivisa con la LNWR..
La London Midland aveva in precedenza tre corse, non segnate negli orari pubblici. Dagli orari del dicembre 2013 queste fermate non esistono più, e non ci sono quindi fermate di treni a lunga percorrenza. Questi ultimi, operati da Grand Central, dovrebbero riprendere nel 2018.

### Progetti
Il Grand Central ha concesso la fermata di 6 treni giornalieri tra Londra a Blackpool dal 2018. Queen's Park fungerà da capolinea, anche se vi sono dei permessi per proseguire fino a London Euston, in funzione di lavori infrastrutturali alla West Coast Main Line.

## Strutture e impianti
Tutti i binari della stazione sono in superficie, coperti da un tetto vetrato.
I binari della linea principale lenta (binari 5 e 6) sono riservati per l'utilizzo durante i lavori di manutenzione o chiusure di linea parziali; i due binari centrali (il 3, in direzione ovest, e il 2, in direzione est), sono suddivise in quattro tracce come deposito carrozze ad ovest della stazione.
I servizi della linea Bakerloo che iniziano o finiscono a Queen's Park, normalmente utilizzano le due tracce centrali delle quattro del capannone.
I portali del tunnel della linea Bakerloo distano circa 300 metri a est della stazione.
La stazione si trova nella Travelcard Zone 2.

## Movimento
La stazione è servita dai treni della linea Bakerloo della metropolitana di Londra e dai treni della linea Watford DC della London Overground, transitanti lungo la linea ferroviaria omonima.

## Interscambi
Nelle vicinanze della stazione effettuano fermata alcune linee automobilistiche urbane, gestite da London Buses.
- Fermata autobus